# Ulleskelf
Ulleskelf – wieś w Anglii, w hrabstwie North Yorkshire, w dystrykcie (unitary authority) North Yorkshire. Leży 15 km na południowy zachód od miasta York i 271 km na północ od Londynu.